# (1112) Polonia
(1112) Polonia is een planetoïde in de planetoïdengordel tussen de planeten Mars en Jupiter. Polonia is de Latijnse benaming voor Polen en werd ontdekt door Pelageya Shajn in Simeis-observatorium (op de Krim) op 15 augustus 1928. De planetoïde werd onafhankelijk daarvan op dezelfde dag ook ontdekt door Grigory Neujmin. De voorlopige naam was 1928 PE.